# Шпионы по соседству
«Шпио́ны по сосе́дству» (англ. Keeping Up with the Joneses) — американский комедийный боевик режиссёра Грега Моттола. Фильм был выпущен 21 октября 2016 года.

## Сюжет
У супружеской пары Джеффа и Карен Гаффни появляются новые соседи, чей идеальный внешний вид начинает их настораживать. Тим Джонс, опытный путешественник и писатель, увлекается выдувкой стекла, а его жена Натали является консультантом по социальным сетям, ведёт кулинарный блог и занимается фондом помощи сиротам из Шри-Ланки. Вскоре Гаффни оказываются в центре международного шпионского заговора, связанного с продажей оружия, и с этого момента героев ждут настоящие приключения.

## В ролях
| Актёр            | Роль                        |
| ---------------- | --------------------------- |
| Зак Галифианакис | Джефф Гаффни                |
| Айла Фишер       | Карен Гаффни                |
| Джон Хэмм        | Тим Джонс                   |
| Галь Гадот       | Натали Джонс                |
| Мэрибет Монро    | Мэг Краверстон              |
| Майкл Лью        | Янг                         |
| Мэтт Уолш        | Дэн Краверстон              |
| Эри Шаффир       | Орен                        |
| Пэттон Освальт   | Брюс Спрингстейн / Скорпион |
| Кевин Данн       | Карл Пронгер                |
| Джона Сяо        | Стейси Чанг                 |
| Генри Бостон     | Патрик Гаффни               |
| Джек Маккуэйд    | Майки Гаффни                |

## Производство
В марте 2014 года было объявлено, что Грег Моттола хотел бы снять фильм по сценарию Майкла Лесьера. В главных ролях он видит Зака Галифианакиса и Джона Хэмма. Команда состоит из продюсеров Уолтера Паркса и Лори Макдональд и исполнительного продюсера Марка Рестегини, совместно с кинокомпаниями 20th Century Fox и Image Nation. В октябре 2014 года к актёрскому составу присоединилась Айла Фишер, а Зак Галифианакис и Джон Хэмм утверждены на роли. В феврале 2015 года стало известно, что Галь Гадот ведёт переговоры для съёмок в фильме. В апреле 2015 года Мэрибет Монро и Мэтт Уолш присоединились к актёрскому составу.

### Съёмки фильма
Съёмки фильма начались 20 апреля 2015 года в Атланте, Джорджия.

## Релиз
Первоначальная дата выхода фильма — 1 апреля 2016 года. Позже он был перенесён на 21 октября 2016 года.

## Критика
Фильм получил в целом негативные отзывы кинокритиков. На октябрь 2020 года на сайте Rotten Tomatoes фильм имеет рейтинг 20 % на основе 122 рецензий со средним баллом 4,4 из 10. На сайте Metacritic фильм имеет оценку 34 из 100 на основе 31 рецензии критиков, что соответствует статусу «в целом неблагоприятные отзывы».